# Alcibiade (Cordella)
Alcibiade è un'opera lirica in due atti di Giacomo Cordella, su parole di Luigi Prividali. Fu rappresentata per la prima volta il 26 dicembre del 1824 al teatro La Fenice di Venezia.

## Trama
La trama, con le dovute licenze poetiche, narra dell'ultima parte della vita del condottiero greco Alcibiade. Esiliato da Atene, egli si rifugiò in Tracia, dove entrò in conflitto con le numerose popolazioni locali; in uno scontro riuscì però a fare sua Timandra, figlia di Crizia, leader di una tribù locale. Costui, nemicissimo degli Ateniesi, cerca di riprendersi Timandra; ma vedendo che questa gradisce la compagnia di Alcibiade, si rivolge al satrapo della Frigia, Tisaferne, cui promette la mano di Timandra a costo di vincere Alcibiade. Il giovane persiano, già invaghitosi della giovane, accetta ardentemente l'impresa, ma decide prima di guadagnarsi l'alleanza di Sparta e del suo re, Lisandro, il quale gli suggerisce di colpire a tradimento Alcibiade, inducendolo a credere con lusinghe d'essergli alleati. Crizia intendeva però uccidere Alcibiade, mentre Tisaferne, vinto dall'amore, smaniava solo di sottrargli Timandra e Lisandro, per gloria personale, di condurlo a Sparta in catene; alla fine, vinse il consiglio del trace, e Alcibiade fu vinto e ucciso in un agguato notturno alla sua abitazione.

## Struttura musicale
- Sinfonia

### Atto I
- N. 1 - Introduzione Viva il sublime Ajacide (Coro)
- N. 2 - Cavatina Dal tuo Pangeo fatidico (Alcibiade, Coro)
- N. 3 - Duetto Oh meta bramata (Tisaferne, Lisandro)
- N. 4 - Duetto Come barbaro tu chiami (Crizia, Timandra)
- N. 5 - Terzetto Di Sparta è sacro l'esule (Lisandro, Tisaferne, Crizia)
- N. 6 - Duetto Pura delizia (Alcibiade, Timandra)
- N. 7 - Coro In questa illustre sede
- N. 8 - Finale I Il riportar vittoria (Coro, Alcibiade, Tisaferne, Lisandro, Crizia, Timandra, Cleone, Delia)

### Atto II
- N. 9 - Duetto Tu col tuo scherno indegno (Alcibiade, Crizia)
- N. 10 - Terzetto E' dunque inesorabile (Timandra, Lisandro, Tisaferne)
- N. 11 - Coro Parla, imponi, il mistero ci svela
- N. 12 - Aria Sempre più già la notte s'oscura (Crizia, Coro)
- N. 13 - Aria Sol per me di sangue intrisa (Timandra, [Delia, Cleone, Alcibiade], Coro)
- N. 14 - Aria Da quel barbaro momento (Tisaferne)
- N. 15 - Coro L'inevitabile
- N. 16 - Aria Finale Del gran disastro artefice (Alcibiade, [Timandra, Cleone, Crizia, Lisandro, Tisaferne], Coro)